# روث ماكول
روث ماكول (بالإنجليزية: Ruth McColl)‏ هي قاضية أسترالية، ولدت في 1950.